# Marvin René
Marvin René (ur. 11 kwietnia 1995 w Kajennie) – francuski lekkoatleta specjalizujący się w biegach krótkich.
W lipcu 2016 podczas mistrzostw Europy w Amsterdamie wywalczył srebrny medal w sztafecie 4 × 100 m. René reprezentował Francję na letnich igrzyskach 2016 odbywających się w Rio de Janeiro. Wystąpił jedynie w biegu sztafetowym 4 × 100 m. Francuzi nie przebrnęli wówczas rundy eliminacyjnej. Na kolejnych mistrzostwach starego kontynentu, w Berlinie, sztafeta francuska z René w składzie zajęła czwarte miejsce.
W 2018 został mistrzem Francji na dystansie 100 metrów. Jest także dwukrotnym mistrzem swojego kraju na 60 m w hali (2018, 2019).
Rekordy życiowe
| Dystans      | Czas  | Miejsce | Data             |
| ------------ | ----- | ------- | ---------------- |
| 60 m         | 6,65  | Kajenna | 31 stycznia 2015 |
| 100 m        | 10,16 | Albi    | 6 lipca 2018     |
| 200 m        | 20,59 | Kourou  | 26 kwietnia 2015 |
| 60 m (hala)  | 6,62  | Metz    | 11 lutego 2018   |
| 200 m (hala) | 21,26 | Aubière | 22 lutego 2015   |